# Židovi Rogatice
Židovi su nekadašnja etnička i vjerska skupina koja je djelovala u Rogatici, u Bosni i Hercegovini. Sjedište Židovske općine se nalazilo u Rogatici.

## Povijest
Židovi su se u Rogaticu doselili pred kraj djelovanja osmanskog razdoblja. Pred početak Drugog svjetskog rata u ovom bosanskohercegovačkom gradu je postojala kompaktna židovska općina od 54 Židova, koji su bili Sefardi i Aškenazi. Imali su svoje kuće, većina njih i znatnu imovinu a život su dijelili sa susjedima različitih konfesija. Rogatički Židovi su bili vrijedni, ugledni i poslovni ljudi. Bili su trgovci, zlatari i odvjednici.
Među prvim Židovima trgovcima koji su otvorili svoje radnje u Rogatici su: Daniel Katan (1884.), Sadik Danon (1884.), Juda Lowy (1884.), Lezo Katan (1890.), Behor Katan (1897.), Binjo Eskenazi (1898.), Juda Zadik Danon (1903.) i Samuel J. Katan (1904.). Godine 1941. svoje trgovine i obrte imali su: Mošo Bararon, Avram i Sara Danon, Eliša Katan, Isak Levi, Luna Levi, Leon Levi, Shanto Papo i Salamon Papo. Regina Baruh bila je učiteljica u Osnovnoj školi. Jedini Akšenaz bio je odvjetnik Rudolf Klinger, čija je supruga završila Glazbeni konzervatorij u Praga i svirala violinu i glasovir.
U središtu Rogatice, u naselju Korovina, Židovi su izgradili sinagogu, koja je u narodu nazvana "Havra". "Havra" na turskom jeziku znači - židovski hram. Sinagoga je izgrađena u maurskom stilu sefardskih sinagoga i posvećena je 9. rujna 1928. godine. Do izgradnje sinagoge Židovi su vjerske obveze obavljali u prizemlju zgrade Elizara Katane, a kasnije kod njegovog sina Eliše. Rogatički rabin je bio Moša koji je obavljao vjerske obrede, pokope, obrezivanja muške djece i klanja živine. Godine 1900. je izgrađeno i židovsko groblje, na padinama brda Hapsan, juguzapadno od Rogatice. Židovsko groblje ima 16 nadgrobnih spomenika iznad zemlje, i desetak, utonulih u zemlju. Natpisi na grobovima su na hebrejskom, ladino i hrvatskom jeziku. 
Odmah na početku okupacije nacisti su Židove su počeli sistematski proganjati. Zatvorene su sve židovske radnje koje su prethodno opljačkane. Sinagoga je izvan uporabe bila od 1941. godine, kada su skoro svi Židovi Rogatice pobijeni. Samo nekoliko rogatičkih Židova je preživjelo Drugi svjetski rat. Na početku ustanka stupilo je iz Rogatice pet Židova u narodbooslobodilački borbu, od toga su 4 poginuli. Od 13 preživjelih Židova u Drugom svjetskom ratu, pet je bilo u izbjeglištvu, sedam u njemačkim zarobljeničkim logorima, jedan u narodnooslobodiačkoj borbi. Nitko od preživjelih Židova nikad se nije vratio u Rogaticu.
U Drugom svjetskom ratu sinagoga i židovsko groblje su bili dosta oštećeni. Sinagogu nije imao tko obnoviti, pa je svojevremeno, bilo je prijedloga da se obnovi i preda kulturi Rogatice za galeriju slika. Dugo vremena služila je kao skladište jednog trgovinskog poduzeća. Sinagoga je u konačnici srušena 2004. godine.

## Vanjske poveznice
- Rogatički Jevreji